# Werwolf 77
Werwolf 77 – polski zespół muzyczny grający muzykę głównie w nurcie punk rocka, w szczególności w stylu punk '77. Zespół założony został w 1976 r., w Warszawie, pod nazwą Upadek Komunizmu i działał tylko rok, do 1977 r., kiedy to nagrania czterech utworów wpadły w ręce służb bezpieczeństwa PRL, które podjęły działania przeciwko formacji. Powrót do działalności muzycznej nastąpił w 1999 r. / 2000 r. kolejno pod kilkoma nazwami, aż do przyjęcia przez grupę nazwy Werwolf 77. Kapela wydała trzy albumy studyjne i dwa albumy koncertowe, przy współpracy z takimi wydawnictwami muzycznymi jak Olifant Records, Bad Look Records, Pasażer, eNtivi, Anty Records, Bulbojugend Records. Powstawały również reedycje już wydanych albumów, a ścieżki dźwiękowe prezentowano nie tylko na płytach kompaktowych, ale i na kasetach magnetofonowych oraz płytach gramofonowych. Ponadto jej utwory zamieszczone są w kilkunastu składankach muzycznych. Zespół również koncertował, a z festiwali i imprez cyklicznych, w których uczestniczył można przykładowo wymienić takie jak Rock na Bagnie, Ultra Chaos Piknik, Rock nad Wisłą, Tik Tak Punk Rock Memoriał, Warhead, ULTRA Oi!, Festiwal Urwanych Filmów, Ramones Warsaw Night czy Punk Piknik.

## Historia i występy

### Powstanie zespołu i działalność
W 1976 r., w Warszawie (Wawer), został założony zespół muzyczny pod nazwą Upadek Komunizmu. Kapela nagrywała covery takich formacji jak The Stooges, The Sonics, New York Dolls, The Hollywood Brats. Powstały wówczas także cztery utwory zatytułowane „Leningrad Burning”, „Sobowtor Stalina”, „Zimna Wojna” oraz „Śnieg na Kubie nie chce padać”. W roku 1977 nagrania te wpadły w ręce służb bezpieczeństwa PRL i to był koniec działalności w ówczesnym czasie i pod tym szyldem. W międzyczasie muzycy działali w różnych grupach, między innymi w istniejącej od 1997 r. kapeli punkowej Natural Ultras. Po jej rozpadzie nastąpił powrót do wcześniejszej działalności. Nastąpiło to po 23 latach, w 2000 r., kiedy to w czerwcu wymienionego roku zagrali pierwszy koncert, w ramach festiwalu „Cegła 2000” organizowanego w Legionowie. Według innych źródeł reaktywacja nastąpiła pod koniec 1999 r., co potwierdzają informacje załączone do albumów muzycznych zespołu, mimo faktu, że pierwszy publiczny występ miał miejsce jak wspominano w 2000 r.. Muzycy w tym okresie działali pod różnymi nazwami własnymi, by ostatecznie zmienić nazwę grupy w październiku 2000 r. na Werwolf 77. Z wymienionych względów część opracowań określa rok 2000 jako ten, w którym zespół powstał. Mimo wskazywania Warszawy jako miejsca powstania zespołu, to jednak nie można pominąć silnych są jego związków także z Legionowem, do tego stopnia, że można spotkać także takie określenia jak chłopcy z Legionowa, ale także wypowiedzi wprost mówiące, iż jest to legionowska formacja. Sporo pracy i nagrań zespół zrealizował zresztą w studiu nagraniowym „Bunkier” mieszczącym się właśnie w Legionowie oraz we współpracy z Robertem Szymańskim (między innymi członek formacji Sexbomba) jako realizatorem.
We wspominanych wyżej latach 2000-2006 zespół skomponował, wykonywał i nagrał szereg utworów, które trafiły na dema, a później na pierwszy, debiutancki album grupy, wydany po raz pierwszy w 2008 r. pod tytułem „Ostatni Dancing”. Kolejne piosenki formacja stworzyła i nagrała w latach 2009-2012, czego efektem był drugi ich album zatytułowany „Szybko tanio i ładnie”. Następne wydawnictwa zespołu (ich pierwsze wydania) ukazały się kolejno w 2016 r., w 2020 r. i w 2023 r.. Poszczególne utwory formacji były również zamieszczane na różnych składankach muzycznych.

### Festiwale i imprezy cykliczne
Zespół występował na różnych festiwalach i imprezach cyklicznych. W 2009 r. zespół uczestniczył w V edycji „Legionowo
Rock Festiwal” odbywającej się właśnie w Legionowie. Na scenie wystąpiły także inne kapele, a mianowicie Tama, Rejestracja i Goldblade z Wielkiej Brytanii. Z kolei rok później, w 2010 r., Werwolf 77 wystąpił na festiwalu Tik Tak Punk Rock Memoriał vol. III. Jest to impreza organizowana w Czerwionce-Leszczynach przez Miejski Ośrodek Kultury i zespół Bulbulators, w hołdzie i pamięci zmarłemu członkowi tej grupy – Wojtkowi Tik Tak. Na koncercie zorganizowanym w tamtejszej sali widowiskowej, w dniu 10 kwietnia, wystąpili także Bulbulators, Cela nr 3 i The Fialky (Czechy). Brał też udział w festiwalu „Warhead”. Przykładowo występował na tej imprezie w 2009 r. (edycja II, Ustka, klub Parafifi) i w 2012 r. (Ustka, Port Zachodni). Występował także w festiwalu zorganizowanym w stolicy, w Fonobarze, odbywającym się w dniach od 23 do 25 sierpnia 2012 r. pod dewizą „Brutal Sound Festival”. Zespół wystąpił w drugim dniu imprezy na głównej scenie. W wydarzeniu uczestniczyło 35 wykonawców muzycznych. Z innych wydarzeń cyklicznych, w których uczestniczyli, można wymienić „ULTRA Oi!”, edycję 4, w dniu 29.05.2013 r. (Warszawa, Klub FONOBAR), a pozostali wykonawcy to Bachor, Pils, Inhalators. Kolejnym festiwalem w którym Werwolf 77 brał udział był Ultra Chaos Piknik z 2015 r. Była to 7 edycja wydarzenia. Obywała się w dniach 26 i 27 czerwca w Żelebsku koło Biłgoraja. Był także jednym z wykonawców, którzy występowali na festiwalu „Rock na Bagnie”, w jego VI edycji, która odbyła się w Goniądzu od 01 do 02 lipca 2016 r.. Zaś w 2017 r. zespół koncertował między innymi w ramach imprezy „Rock nad Wisłą” orgaznizowanej w Warszawie, w tym podczas edycji 4 z dnia 12.05.2017 r., pozostali wykonawcy – Bang Bang, Royal Kids Of The 1977, Zakaz Oddychania, ABS oraz edycji 5 z dnia 1.07.2017 r., pozostali wykonawcy – Muniek Staszczyk (T.Love), Dreem, ABS, KomischePilze, Royal Kids of 1977. Kolejnym wydarzeniem cyklicznym wartym odnotowania, zgodnym z duchem twórczości zespołu, jest coroczna impreza „Ramones Warsaw Night”, poświęconą zespołowi Ramones i jego twórczości. Kapela wystąpiła w dniu 13.07.2019 r. obok takich formacji jak AmigosUnited, Ramoles, Red Crap, czy Bang Bang. W 2023 r. kapela koncertowała podczas „Festiwalu Urwanych Filmów” w Rowach koło Sieradza (impreza dwudniowa, start 23 czerwca) razem z takimi formacjami jak 19 Wiosen, BeerForce, Bulbulators, Burek! Dobry Pies, The Corpse, Delix, Kosa Śmierci, Nic Śmiesznego, Pijacka Banda, Pogo-Da, Retain Mind, Royal Spirit, Royal Kids Of The 1977, The Sandals, Skacowani, Supergrupa 81, Szewska Pasja i Zemsta Nietoperza. Miał także wystąpić jeszcze w tym samym roku podczas pierwszej odsłony imprezy pod szyldem „Punk Piknik” zorganizowanej w Józefowie na przystani kajakowej „Pod Prąd”. Koncert miał miejsce w dniu 2 września. Na scenie wystąpili wówczas następujący wykonawcy: Ciary, Faraway, Inhalators, Łyse Pały, Poison Heart.

### Inne występy
Od początku swojej działalności zespół koncertował. Po ich pierwszym, wyżej wspominanym występnie z 2000 r., można podać przykładowe, inne niż już wymienione, kolejne koncerty kapeli takie jak: 12.01.2001 r., „Live & Loud for Punx & Skins” (pozostali wykonawcy – Bulbulators, Triglav, Zona A), 26.09.2003 r., klub Punkt, „Street Punk/Oi!” (pozostali wykonawcy – Bang Bang, Bulbulators, Dumbs, Lumpex 75, Mauser), 14.02.2004 r., Chorzów, klub Alergia, „Walentynkowy pojedynek: Hard Core vs Oi! Street Punk” (pozostali wykonawcy – The Analogs, The Hunkies, Koyaanisqatsi, Street Terror, Zbeer), 3.07.2004 r., Warszawa, pub Dwa Koła, „Live & Loud for Punx & Skins” (pozostali wykonawcy – Awantura, The Junkers, Pussy Driver), 31.10.2005 r., Katowice, pub Inqubator, „Oi! Halloween” (pozostali wykonawcy – Bulbulators, Gamblers, HNDM, Lumpex 75, Mauser, Peterkova Stara Kurva, Zbeer), 25.06.2006 r., Wrocław, klub Madness, „Punks, Skins & Psychos Meeting” (pozostali wykonawcy – Buzz Astrall And The Bone Collectors, De Tazsos, The Headhunters, The Junkers). Zespół brał również udział w wydarzeniu odbywającym się w stołecznym klubie Punkt, ukierunkowanym na prezentowanie przez polskie zespołu muzyki stylem nawiązującej do starego rocka i rock and rolla (z lat 50. i 60. XX wieku), razem z grupami Stan Zvezda, Hebarbusch, Komety, Robotix, Ripmen i Ot Vinta (Ukraina).
W sumie od 2000 r. do 2006 r. zespół zagrał około 30 koncertów, a licząc od 2000 r. do połowy 2008 r. zagrali w całym kraju około 40 koncertów.
Inne przykładowe koncerty, na których Werwolf 77 miał okazję występować oraz wykonawcy, którzy wówczas dzielili z nim scenę:
- 2008-02-06: Katowice, „Oi! Walentynki”, pozostali wykonawcy – Flatcaps, Faul, Zbeer, Prawy Prosty[49]
- 2008-04-04: Warszawa, klub Radio Luxembourg, pozostali wykonawcy – Horrorshow, Po Prostu, Rana Kłuta[50]
- 2008-05-31: Warszawa, Klub Pretekst, pozostali wykonawcy - Kombinat 86, Anti Dread, The Analogs[51]
- 2009-01-23: Warszawa, No Mercy, pozostali wykonawcy - Horrorshow, Zbeer[52]
- 2009-06-06: Gdynia, Klub Ucho, pozostali wykonawcy - Anti-Nowhere League (Anglia), Zero, The Damrockers[53][54]
- 2009-12-12: Zabrze, CK Wiatrak, pozostali wykonawcy - Cockney Rejects (Wielka Brytania), I.V.C.[55]
- 2011-04-15: Warszawa, Klub CZARNA PERŁA, pozostali wykonawcy - Seksbomba[56]
- 2012-05-25: Gdańsk, klub Infinium, „Punk Rock Night”, pozostali wykonawcy - Mauser, Ivan Groźny[57]
- 2014-01-18: Ruda Śląska, Stodoła, pozostali wykonawcy – Max Cady, Bright Light, Nice Shoes[58]
- 2015-10-17: Legionowo, MOK Legionowo, pozostali wykonawcy – Inhalators, Bang Bang[59]
- 2017-03-18: Rzeszów, jubileusz – „VI Urodziny Trotów”, pozostali wykonawcy – Leniwiec, Troty, Garbate Aniołki[42]
- 2017-11-11: Tychy, pozostali wykonawcy – Bulbulators, Royal Kids Of The 1977, Lipsztift[42]
- 2018-11-17: Poznań, pozostali wykonawcy – The Fialky, Karaluch[42]
- 2019-11-16: Olsztyn, Manhattan Pub, pozostali wykonawcy – Toro Bravo (Litwa – Wilno), Cios (Ukraina)[60]
- 2019-12-21: Warszawa, klub Pogłos, „30-lecie Bulbulators, Akt III Masovia”, pozostali wykonawcy – Bulbulators, Po Prostu[61]
- 2020-08-01: Toruń, klub Dwa Światy, pozostali wykonawcy – Bachor[62]
- 2022-03-13: Warszawa, klub Pogłos, „Punk dla Ukrainy”, pozostali wykonawcy – TZN Xenna, VQRV, Psychobeets, Starcie, Damnation, Blitzed, Criminal Tango[63][64]
- 2022-03-20: Warszawa, klub Potok, pozostali wykonawcy – The Outcasts (Irlandia Północna – Belfast), Nowy Świat, The Braats[65]
- 2023-02-04: Lublin, klub Zgrzyt, pozostali wykonawcy – The Sabała Bacała, Royal Kids Of 1977[66].

Muzycy wspierali także różnego rodzaju akcje charytatywne. Przykładowo w 2010 r., razem z zespołami Demob (Wielka Brytania), Parafraza, Tife Tire, Bang Bang i P.O.S, wystąpili na koncercie w Warszawie, z którego dochód przeznaczony został na leczenie Pawełka, u którego wykryto nieoperacyjnego rakowatego guza na kręgosłupie.

## Nazwa
Jak wyżej wspominano muzycy tworzyli grupę muzyczną działającą w różnych okresach czasu pod różnymi nazwami własnymi, takimi jak – kolejno – Upadek Komunizmu, Los Grandos Maczos 1977, Beton Boys, Darek i Baronowie Porno, Kwiaty w Butonierce, Stefek Burczymucha, Syn Wieśki i Jego Banda, Adolf & The Zighajlers i w końcu od października 2000 r. – Werwolf 77, pod którą działali przez kolejne lata. Jeśli zaś chodzi o tę nazwę to w różnych publikacjach, opracowaniach czy listach utworów, można spotkać czasem odmienny od wymienionego – Werwolf 77 – jej zapis, taki jak przykładowo Werwolf – bez frazy „77”, Werwolf'77, Werwolf77, Werwolf '77, Werwolf 77'.

## Skład i powiązania

### Członkowie zespołu
Członkowie zespołu z różnych okresów czasu, ich funkcja i instrument muzyczny:
- Darek "Eljot" Wąsowski[8][75][76] (Darek, Dario Wąsowski, Eljot, Pikador[1][8][76][77]): wokal[1][76][77]
- Jarek Alfred "Czeno" Przygoda[8][75][78] (Alfred, Alfred Pociecha, Alfred Przygoda, Alfredo, J.A.Przygoda, Czeno[1][8][77][78]): basista (gitara basowa)[1][77][78], wokal[7]
- Maciej "Andrus" Sieczkowski[75][79] (Andrus): perkusista (perkusja)[1][77][79], wokal[21][80]
- Mariusz "Lucjan" Samulak[8][75][81] (Lucjan, Lucjan Killjoys[8][81]): perkusista (perkusja), wokal[81]
- Marcin "Tores" Tarlaga: perkusista (perkusja)[7]
- Przemek "Palermo" Oleksiński[75][82] (Palermo, Przemo "Palermo" Oleksiński, Dzięcioł): gitarzysta (gitara), wokal[1][77][82]
- Tomasz "Stanley" Smalcerz[8][75][83] (Smalczo, Stanley, T.Smalcerz[8][83]): gitatrzysta (gitara), wokal[83].

### Członkowie według funkcji
| Funkcja                                | Członkowie |
| -------------------------------------- | --- |
| wokal                                  | Darek "Eljot" Wąsowski, Jarek Alfred "Czeno" Przygoda                                                                                         |
| wokal w tle, wokal wspierający, chórki | Jarek Alfred "Czeno" Przygoda, Maciej "Andrus" Sieczkowski, Mariusz "Lucjan" Samulak, Przemek "Palermo" Oleksiński, Tomasz "Stanley" Smalcerz |
| gitarzysta (gitara)                    | Przemek "Palermo" Oleksiński, Tomasz "Stanley" Smalcerz                                                                                       |
| basista (gitara basowa)                | Jarek Alfred "Czeno" Przygoda |
| perkusista (perkusja)                  | Maciej "Andrus" Sieczkowski, Mariusz "Lucjan" Samulak, Marcin "Tores" Tarlaga                                                                 |

### Składy
Składy grupy w różnych okresach lub momentach czasu:
- 1999 r. – 2000 r.: Tomasz "Stanley" Smalcerz (gitara), Marcin "Tores" Tarlaga (perkusja), J. Alfred Przygoda (gitara basowa, wokal)[7]
- od lipca 2000 r.: Darek Wąsowski (wokal), Tomasz "Stanley" Smalcerz (gitara), Marcin "Tores" Tarlaga (perkusja), J. Alfred Przygoda (gitara basowa, wokal)[7]
- od czerwca 2001 r.: Darek "Eljot" Wąsowski (wokal), Tomasz "Stanley" Smalcerz (gitara), Mariusz "Lucjan" Samulak (perkusja), J. Alfred "Czeno" Przygoda (gitara basowa, wokal)[7][8]
- lata 2006-2007: Darek Wąsowski, J. Alfred Przygoda[7]
- od 2007 r.: Darek Wąsowski, J. Alfred Przygoda, Marcin "Tores" Tarlaga, Przemek "Palermo" Oleksiński[7]
- od lutego 2008 r., w tym nagrania z lat 2009-2012[20], do albumu „Szybko tanio i ładnie”: Darek Wąsowski (wokal), Przemek "Palermo" Oleksiński (gitara, wokal), J. Alfred Przygoda (gitara basowa, wokal), Maciej "Andrus" Sieczkowski (perkusja, wokal)[21][80]
- 2016 r. – „Rock na bagnie 2016”: Czeno, Darek, Andrus, Palermo[84].

### Powiązania personalne
Niektórzy członkowie zespołu współtworzyli w różnych okresach czasu także inne formacje muzyczne, w tym między innymi takie jak:
- Blitzed: Maciej "Andrus" Sieczkowski[79][85], Jarek Alfred "Czeno" Przygoda[85]
- Nowy Świat: Tomasz "Stanley" Smalcerz[7]
- Royal Kids Of The 1977: Przemek "Palermo" Oleksiński[82][86][87]
- The Kaszalotos: Maciej "Andrus" Sieczkowski[79].

### Inne powiązania
W pracach zespołu związanych z nagraniem materiału do albumu „Szybko tanio i ładnie”, gościnnie, w chórkach, uczestniczył Adam Szymański.
Warto również wymienić również zespoły muzyczne, którym bezpośrednio lub ich konkretnym członkom, zespół Werwolf 77 składał podziękowania, pozdrowienia lub wymieniał w kontekście współpracy, np. w zakresie organizacji koncertów, sali prób, wspólnych występów, wypożyczenia sobie nawzajem sprzętu itp. (w informacjach załączanych do albumów muzycznych), wskazujących na koleżeńskie relacje i kontakty. Tu można wymienić takie kapele jak Banda Łysego, Bang Bang, Bilety do Kontroli, Bulbulators, The Damrockers, Dumbs, Mauser, Nowy Świat, P.D.S., Sexbomba, The Studers, Warsaw Dolls, Zbeer.

## Twórczość, muzyka i opinie
Twórczość i muzyka zespołu Werwolf 77 zaliczana jest do nurtu muzycznego jakim jest punk rock, przy czym niewątpliwie charakterystyczny styl w nich prezentowany jest określany jako punk '77, stylowy i charakterystyczny, z prostą muzyką. Recenzenci i komentatorzy tej twórczości zwracają uwagę, że są to proste punkowe rytmy, w zasadzie klasyka punkowa, zaczerpnięta z wzorców muzycznych pochodzących z lat 70. XX wieku, pełna specyficznego, jedynego w swoim rodzaju uroku. Takie ukierunkowanie twórcze muzyków wynika niewątpliwie z ich rock'n'rollowego stylu życia, jaki sami deklarują. Pośród kapel stanowiących pewną inspirację dla tej twórczości można wymienić między innymi The Adverts, Buzzcocks, czy Generation X.
W aspekcie dotyczącym tekstów utworów oraz przekazu z nich płynącego, to wyrażane opinie mówią o tym, że są po prostu świetne, obrazowo puentując, iż nie powstydziłby się ich sam Marek Hłasko, do tego stopnia, że niektóre komplementy mówią o nich jako o mistrzach tekstów. Zawierają one treści często prześmiewcze, jak to obrazowo określono z pogranicza rzeczywistości, paranoi i wczesnego stadium delirium, pełne przydatnych każdemu punkowi życiowych mądrości. Można też spotkać opinię, że w sumie jest to punkowa normalka, ale w tym przypadku podana zdecydowanie na ostro i bezkompromisowo.
Nic więc dziwnego, że wiele utworów z repertuaru grupy stało się przebojami i hitami rozgrzewającymi słuchaczy oraz publiczność koncertową. W kontekście całości twórczości pojawiają się takie superlatywy jak geniusze punka, czy mistrzowie punka. Do twórczości tej przypięte są również bardzo punkowe łatki: brudna, ostra, brutalna i przede wszystkim prawdziwa. Kapela określana jest również jako maniacy winyli, co ma swoje odzwierciedlenie w ich wydawnictwach zamieszczanych nie tylko na płytach kompaktowych lecz także właśnie na płytach gramofonowych.
Pośród utworów formacji można znaleźć również własne aranżacje utworów innych wykonawców – covery. Przykładem może być utwór „Chory Świat” z albumu zatytułowanego „Wyżarci z biedy”, którego muzyka inspirowana jest twórczością Dee Dee Ramone, w oryginale piosenka "Crummy Stuff". Inny przykład to utwór „Piwo, footbal...” zespołu Bulbulators wykonany na okoliczność występu z okazji jubileuszu 30-lecia wymienionej kapeli.

## Dyskografia

### Dyskografia zespołu
Albumy muzyczne zespołu Werwolf 77:
- „Ostatni dancing w kwaterze Hitlera”: rok wydania – brak informacji, demo[17]
- „Dwa orgazmy w 4.06”, album studyjny: rok wydania – 2002 r., demo[15]
- „Ostatni Dancing”, album studyjny[1][19][95]: 
  - rok wydania – 2008 r., wydawca – Olifant Records (identyfikator wydania – Olifant Records 044 CD 2008), nośnik danych – jedna płyta kompaktowa[1][18][17]
  - rok wydania – 2009 r., wydawca – Olifant Records (identyfikator wydania – Olifant Records 044 LP 2008), nośnik danych – jedna płyta gramofonowa, długogrająca, 12″, 33 1/3 RPM, dwie wersje wydania[1][96][97][98]
  - rok wydania – 2020 r., wydawca – Bad Look Records (identyfikator wydania – BLR 019), nośnik danych – jedna kaseta magnetofonowa, reedycja[73][99]
- „Szybko, tanio i ładnie”, album studyjny[100]:
  - rok wydania – 2012 r., wydawca – Bad Look Records (identyfikator wydania – BLR 003-2012), nośnik danych – jedna płyta kompaktowa[4][22]
  - rok wydania – 2017 r., wydawca – Bad Look Records (identyfikator wydania – BLR 013), nośnik danych – jedna płyta gramofonowa, długogrająca, 12″, 33 1/3 RPM, reedycja[90][101][102][80]
  - rok wydania – 2020 r., wydawca – Bad Look Records (identyfikator wydania – BLR 020), nośnik danych – jedna kaseta magnetofonowa, reedycja[74][103]
- „Rock na Bagnie 2016”, album koncertowy: rok wydania – 2016 r., wydawca – eNtivi, Anty Records (identyfikator wydania – brak), nośnik danych – jedna płyta kompaktowa[23][84]
- „Wyżarci z biedy”, album studyjny: rok wydania – 2020 r.[104][105]:
  - wydawca – Pasażer, Bad Look Records (identyfikator wydania – BLR 025), nośnik danych – jedna płyta kompaktowa[24][25][26][27]
  - wydawca – Bad Look Records (identyfikator wydania – BLR 024), nośnik danych – jedna płyta gramofonowa, trzy wersje wydania[28][106][107][108]
- „Bulbojugend Live Series Vol.2”, album koncertowy („30-lecie Bulbulators, Akt III Masovia” 2019 r.): rok wydania – 2023 r., wydawca – Bulbojugend Records (identyfikator wydania – brak), nośnik danych – jedna płyta kompaktowa, dwie wersje wydania[29]
- „Demo 23”, album studyjny: rok wydania – 2023 r. (premiera – 15 marca 2023 r.), singiel[109][110].

### Składanki
Składanki, kompilacje, w ramach których zamieszczono minimum jeden utwór muzyczny zespołu Werwolf 77:
- „Muzyka ulicy muzyka dla mas vol. 1”: rok wydania – 2004 r., wydawca – Olifant Records (identyfikator wydania – 006), nośnik danych – jedna płyta kompaktowa, wydawnictwo w ramach serii albumów Muzyka ulicy muzyka dla mas, utwór numer 6 pod tytułem „Koledzy”[111][112][113]
- „Tribute to Partia”: rok wydania – 2005 r., wydawca – Jimmy Jazz Records (identyfikator wydania – JAZZ 083), nośnik danych – jedna płyta kompaktowa, tribute album – Partia, utwór numer 16 pod tytułem „Skinhead Girl”[114][115][116][117][118]
- „Muzyka ulicy muzyka dla mas vol. 2”: rok wydania – 2006 r., wydawca – Olifant Records (identyfikator wydania – 014 / OR 014), nośnik danych – jedna płyta kompaktowa, wydawnictwo w ramach serii albumów Muzyka ulicy muzyka dla mas, utwór numer 14 pod tytułem „Tandeta w modzie”[119][120][121]
- „Polska Gola!”: rok wydania – 2006 r., wydawca – Olifant Records (identyfikator wydania – Olifant Records 017), nośnik danych – jedna płyta kompaktowa, utwór numer 9 pod tytułem „Gooooool!”[122][123][124]
- „Pasażer #30”: rok wydania – 2013 r., wydawca – Pasażer (załączony do zin'a Pasażer nr 30), nośnik danych – jedna płyta kompaktowa, utwór numer 17 pod tytułem „Teściowa na 102”[125][126]
- „Partia – 2 CD Box”: rok wydania – 2013 r., wydawca – Jimmy Jazz Records (identyfikator wydania – Jimmy Jazz Records – JAZZ Box 001, Jimmy Jazz Records – JAZZ 141, Jimmy Jazz Records – JAZZ 083), box set, nośnik danych – dwie płyty kompaktowe, CD nr 2, utwór numer 16 pod tytułem „Skinhead Girl”[127]
- „Za krótko! Za szybko!”: rok wydania – 2014 r., wydawca – Pasażer, Kwadraciok Records:
  - nośnik danych – jedna płyta kompaktowa, utwór numer 53.1 pod tytułem „Nie pierdol tylko łykaj”
  - nośnik danych – jedna płyta gramofonowa, długogrająca, kilka wersji wydania (Pasażer: identyfikator albumu – LP43), utwór numer B49 pod tytułem „Nie pierdol tylko łykaj”[128][129][130]
- „Warsaw Hardcore Punk Attack Vol. 3”: rok wydania – 2016 r., wydawca – No Pasaran Records (identyfikator wydania – Vol. 3), nośnik danych – jedna płyta gramofonowa, długogrająca, kilka wersji wydania, utwór numer A7 pod tytułem „Johnny Thunders na was patrzy”[131][132], streaming, digital download (MP3, FLAC, inne)[132]
- „Pasażer #36”: rok wydania – 2020 r., wydawca – Pasażer (załączony do zin'a Pasażer nr 36), nośnik danych – jedna płyta kompaktowa, utwór numer 7 pod tytułem „To chyba jest prawdziwa miłość”[133]
- „Podaj Amunicję!”: rok wydania – brak informacji, wydawca – Generał Oi! Records (identyfikator wydania – GENEROi! CD001), nośnik danych – jedna płyta kompaktowa, utwory numer 5, 6, 7, 8 pod tytułami, odpowiednio „Twoje długie włosy”, „Potrzebny jakiś cud”, „Człowiek trzeźwy nudny jest”, „Gol!!!”[134]